# Förnybar energi inom Europeiska unionen

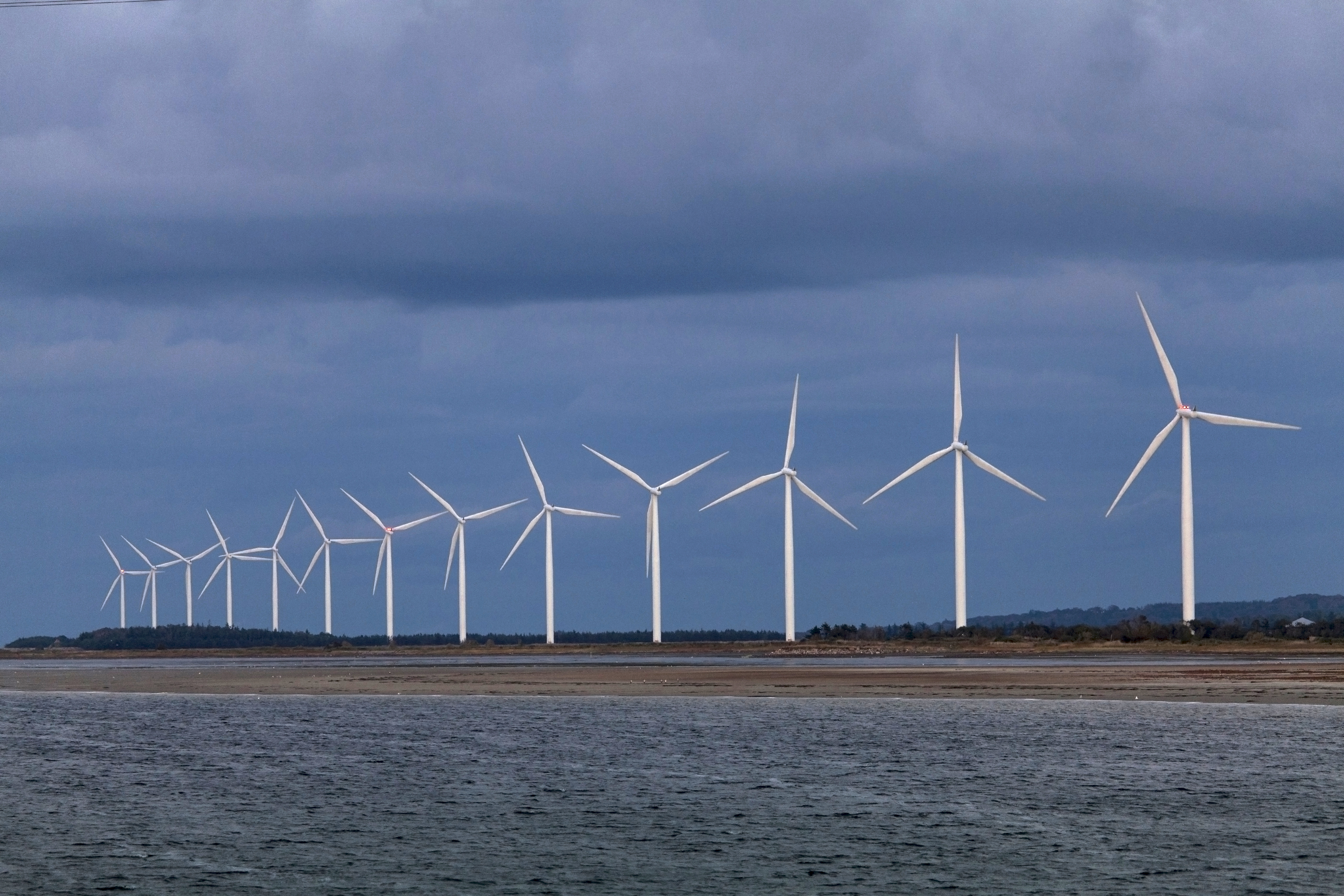
Vindkraftsanläggning i Danmark

Förnybar energi inom Europeiska unionen uppgick 2018 till 18,0 procent av energikonsumtionen inom Europeiska unionen, vilket är mer än en fördubbling av andelen sedan 2004. Unionen har som mål att nå minst 20 procent år 2020 som en del av Europa 2020-strategin. Förnybar energi utgör samtidigt 32 procent av elkonsumtionen inom unionen.

## Andel förnybar energi per medlemsstat
|  | Förnybar energi |

|  | Kvarstående mål till 2020 |

|  | Icke-förnybar energi |